# Kuala Kangsar
Kuala Kangsar – miasto w Malezji, w stanie Perak. W 2000 roku liczyło 32 468 mieszkańców.